# Нестурелу (комуна)
Нестурелу (рум. Năsturelu) — комуна у повіті Телеорман в Румунії. До складу комуни входять такі села (дані про населення за 2002 рік):
- Зімнічеле (1157 осіб)
- Нестурелу (1747 осіб) — адміністративний центр комуни

Комуна розташована на відстані 99 км на південний захід від Бухареста, 34 км на південь від Александрії.

## Населення
За даними перепису населення 2002 року у комуні проживали 2904 особи.
Національний склад населення комуни:
| Національність | Кількість осіб | Відсоток |
| -------------- | -------------- | -------- |
| румуни         | 2902           | 99,9%    |
| турки          | 1              | < 0,1%   |
| болгари        | 1              | < 0,1%   |

Рідною мовою назвали:
| Мова       | Кількість осіб | Відсоток |
| ---------- | -------------- | -------- |
| румунська  | 2901           | 99,9%    |
| німецька   | 1              | < 0,1%   |
| турецька   | 1              | < 0,1%   |
| болгарська | 1              | < 0,1%   |

Склад населення комуни за віросповіданням:
| Релігія       | Кількість осіб | Відсоток |
| ------------- | -------------- | -------- |
| православні   | 2834           | 97,6%    |
| адвентисти    | 42             | 1,4%     |
| баптисти      | 14             | 0,5%     |
| п'ятдесятники | 5              | 0,2%     |
| атеїсти       | 4              | 0,1%     |
| римо-католики | 3              | 0,1%     |
| мусульмани    | 1              | < 0,1%   |
| не релігійні  | 1              | < 0,1%   |